# Виборчий блок Людмили Супрун — Український регіональний актив

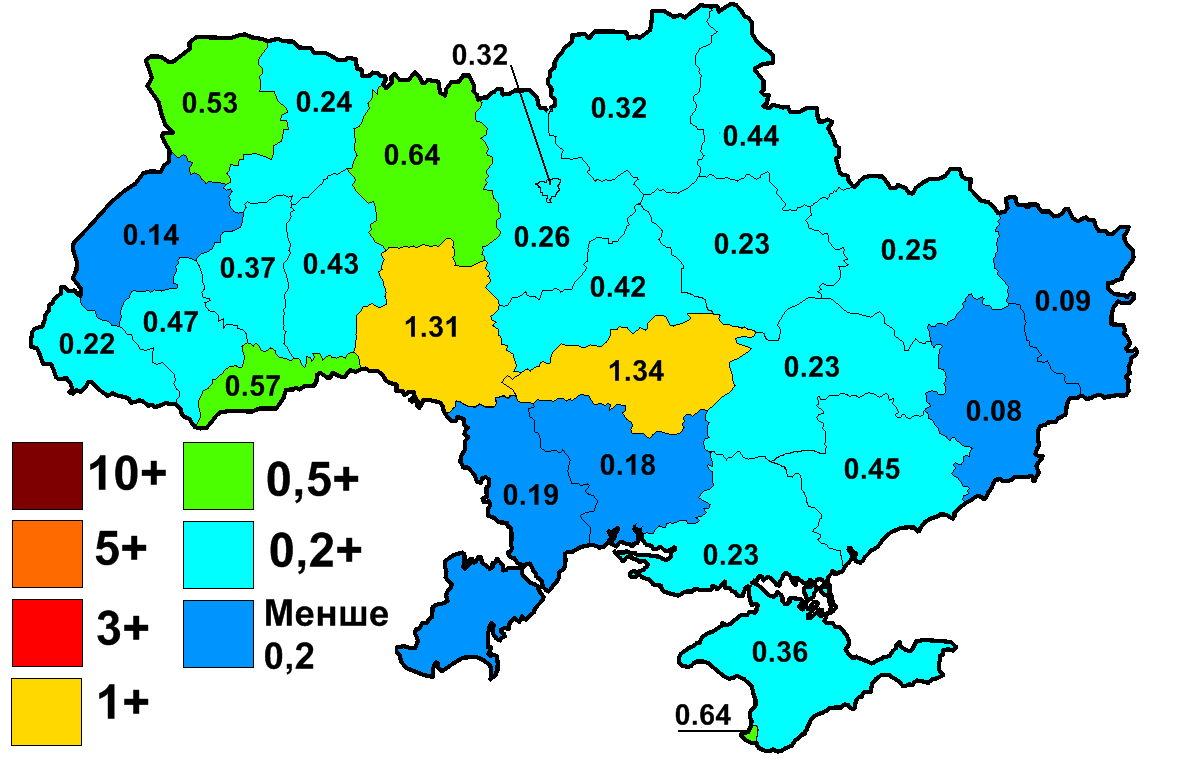

Ви́борчий блок Людми́ли Супру́н — Украї́нський регіона́льний акти́в (УРА) — політичний альянс, створений для участі у дострокових парламентських виборах 2007 року. 
Перша п'ятірка мала такий вигляд:
1. Супрун Людмила Павлівна
2. Куніцин Сергій Володимирович
3. Дьомін Олег Олексійович
4. Татусяк Сергій Пилипович
5. Тимочко Тетяна Валентинівна

Партія не потрапила до Парламенту, набравши лише близько 0,34 % голосів виборців.